# Martin B-26
Die Martin B-26 Marauder (dt.: Plünderer), nicht zu verwechseln mit der Douglas A-26/B-26 Invader, war ein mittelschwerer zweimotoriger Mittelstreckenbomber der Zeit des Zweiten Weltkrieges aus US-amerikanischer Produktion. Hersteller war die Glenn L. Martin Company. Ausgelegt als Schulterdecker, entstand sie aus einer Ausschreibung der US-Army vom 25. Januar 1939 für einen mittleren Bomber mit sehr hohen Flugleistungen. Von 1941 bis 1945 wurden 5266 Maschinen gebaut. Das Flugzeug kam während des Zweiten Weltkriegs zunächst im Pazifikkrieg und später auch in Europa zum Einsatz. Der Buchstabe „B“ in der Bezeichnung stand für Bomber.

## Entwicklung

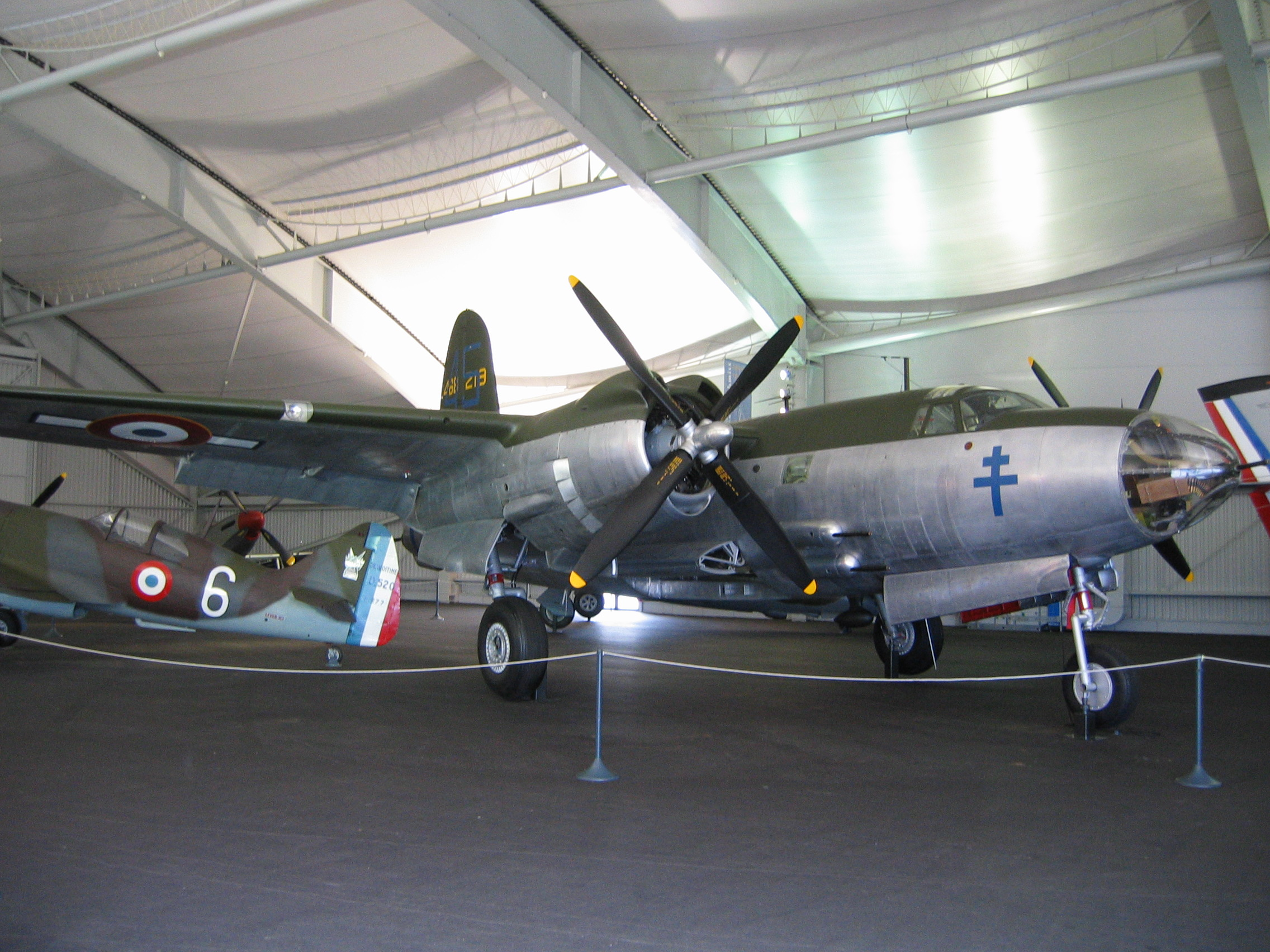
B-26 in Farben der französischen Luftwaffe im Luftfahrtmuseum Le Bourget bei Paris

Von größter Wichtigkeit waren die Anforderungen an die Höchstgeschwindigkeit von 300 mph, entsprechend 480 km/h und eine große Bombenlast. Diese Forderung wurde durch Berichte aus Europa über die Fähigkeiten der deutschen Luftwaffe ausgelöst, insbesondere durch die detaillierten Nachrichten und Ansichten von Charles Lindbergh.
Die Glenn L. Martin Company bot auf die Ausschreibung ein stromlinienförmiges Flugzeug mit relativ kleinen Tragflächen und zwei starken Motoren an. Den Zuschlag erhielt das Modell 179 von Martin, dies erhielt die Bezeichnung B-26 Marauder. Aufgrund der Dringlichkeit wurde auf die üblichen Prototypen zur Erprobung verzichtet. Im September 1939 wurden vom Reißbrett 201 Flugzeuge bestellt; der Jungfernflug war am 29. November 1940.
Diese ersten Exemplare des Flugzeugs hatten eine Flügelspannweite von 19,81 Metern und wurden mit B-26 bezeichnet, angetrieben von zwei Pratt & Whitney R-2800-5-Double-Wasp-Doppelsternmotoren mit je 1850 PS. Die Bewaffnung bestand aus drei 12,7-mm-Maschinengewehren und zwei 7,62-mm-MGs sowie einer Bombenlast von 2179 Kilogramm.
Es folgte das Modell B-26A, von dem 139 Exemplare gebaut wurden. Dieses Modell hatte unter anderem ein etwa 100 Kilogramm höheres Abfluggewicht, Zusatztanks im Bombenschacht und eine stärkere Bug- und Heckbewaffnung sowie eine Aufhängung für einen Torpedo. Als Antrieb dienten zwei Pratt & Whitney R-2800-9 bzw. -39 mit ebenfalls 1850 PS (1380 kW).
Die B-26B war die nächste Entwicklungsstufe, sie war zunächst noch mit den 1850 PS starken Motoren ausgerüstet, diese wurden aber bald durch die stärkeren R-2800-43-Motoren mit 1920 PS Startleistung ersetzt. Erneut wurde die Bewaffnung verstärkt; so erhielt die B-26B ein 7,62-mm-MG in einem Tunnel unter dem Rumpf, und die Heckbewaffnung wurde auf zwei 12,7-mm-MGs verdoppelt. Außerdem wurde die Besatzung durch eine stärkere Panzerung geschützt. Zusammen mit der Umrüstung auf die stärkeren Motoren wurde das Tunnel-MG durch zwei 12,7-mm-MGs zur seitlichen Verteidigung ersetzt. Um die Langsamflug-Eigenschaften zu verbessern, wurde ab dem Los B-26B-10 eine einschneidende Veränderung durchgeführt: Im Bemühen um eine Verringerung der Tragflächenbelastung und somit der Probleme bei der fliegerischen Handhabung im Langsamflug wurde die Spannweite um 1,83 Meter auf 21,64 Meter verlängert, wodurch die Flügelfläche um 5,2 Quadratmeter vergrößert wurde. Ebenso wurde das Leitwerk vergrößert.
Wiederum wurde die Bewaffnung verstärkt, die B-26B erhielt vier starre 12,7-mm-MGs seitlich am Rumpf sowie ein zweites Bug-MG; der Heckstand wurde durch einen von Martin-Bell ersetzt. Insgesamt wurden 1883 B-26B gebaut.
Die B-26C waren prinzipiell B-26B-10 und wurden im neuen Werk Omaha (Nebraska) gebaut. 1235 Maschinen wurden hergestellt.
Von der B-26D bzw. E wurde nur jeweils ein Exemplar gebaut, sie waren Versuchsflugzeuge.
Eine tiefgreifende Änderung wurde bei der B-26F eingeführt. Um die Start- und Landeeigenschaften zu verbessern, wurde der Einstellwinkel der Tragflächen um 3,5 auf 7 Grad erhöht, dadurch erhöhte sich gleichzeitig geringfügig der Abstand der Propellerblätter vom Boden, was auf unbefestigten Flugplätzen von Vorteil war. Es wurden 300 Exemplare der F-Version gebaut.
Die letzte Produktionsvariante war die B-26G, sie unterschied sich nur in Details von der B-26F. Es wurden 893 Exemplare gebaut.
Weitere Varianten der B-26 waren die AT-23A, eine Schützentrainerversion der B-26B, die AT-23B, eine Trainerversion der B-26C, und die TB-26G, ein unbewaffneter Trainer und Zielschlepper. Außerdem gab es noch eine einzelne XB-26H zur Erprobung eines Vierrad-Fahrwerkes mit zwei Doppelrädern unter dem Rumpf, wie es später bei der Boeing B-47 verwendet wurde.

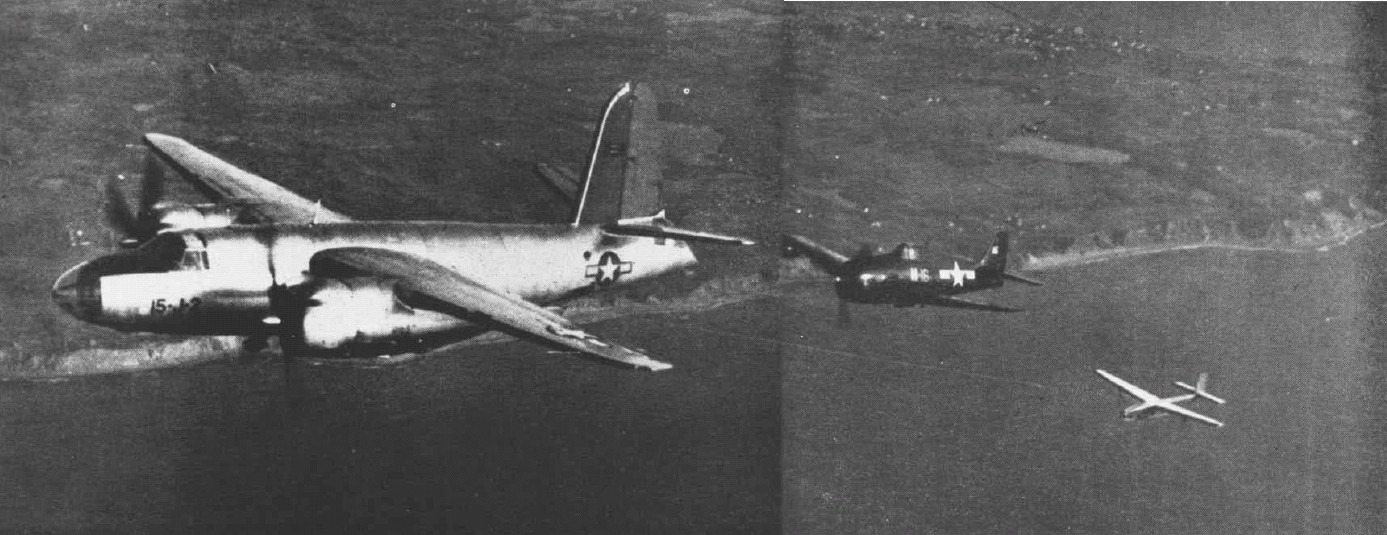
JM-1-Zielschleppflugzeug der US-Navy

Auch die United States Navy flog die Marauder, jedoch fast ausschließlich als Zielschleppflugzeug. 225 AT-23B übernahm die Marine von der USAAF unter der Bezeichnung „JM-1“, von denen einige wenige zu „JM-1P“-Aufklärungsflugzeugen umgebaut wurden. Darauf folgten noch 47 neu gebaute „JM-2“, die im Wesentlichen der TB-26G entsprachen.

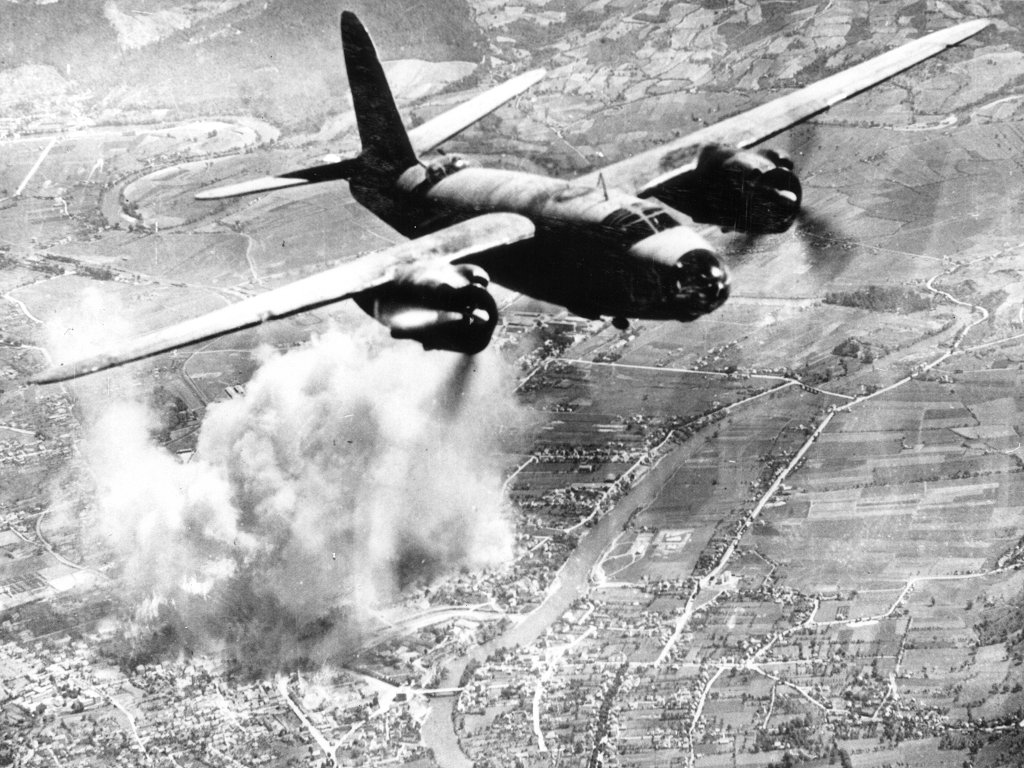
Eine Marauder der RAF über Banja Luka

Auch die Royal Air Force flog die Marauder. Im Rahmen des Leih- und Pachtgesetzes wurden 52 Marauder Mk I (B-26A), 19 Mk IA (B-26B), 100 Mk II (B-26C) und 350 Mk III (B-26F/G) an Großbritannien geliefert.

## Verwendung
Anfänglich war der Einsatz der nicht ausreichend getesteten Maschinen bei der Truppe problematisch. Die hohen Anforderungen der Ausschreibung bedingten eine hohe Flächenbelastung, wodurch sich hohe Start- und Landegeschwindigkeiten ergaben. Dies bedeutete für unerfahrene Piloten ein kritisches Flugverhalten bei niedrigen Geschwindigkeiten, und am Anfang ihrer Karriere erwarb sich die B-26 den schlechten Ruf als Todesfalle für ihre Besatzungen („Witwenmacher“). Als sich die Schulungsunfälle häuften, wurde ein Untersuchungsausschuss eingerichtet, der die Einstellung der Produktion erwägen sollte. Der Ausschuss schlug jedoch Änderungen vor, die die Langsamflugeigenschaften verbesserten, was zum Modell B-26B-10 führte. Danach war die B-26 innerhalb der US 9th Air Force in Europa das Flugzeug mit der niedrigsten Verlustquote.
Die erste mit B-26 Marauder ausgerüstete Einheit wurde im Dezember 1941 einsatzbereit. Ihre „Feuertaufe“ erhielt die B-26 am 5. April 1942 bei einem Angriff auf das von der japanischen Armee besetzte Rabaul. Später wurde sie auf allen Kriegsschauplätzen eingesetzt.
Da die Marauder wegen ihrer hohen Geschwindigkeit bei der Truppe zunächst hauptsächlich bei Tiefflug-Angriffen eingesetzt wurden, waren die ersten Kampfeinsätze durch erhebliche Schwierigkeiten und Verluste gekennzeichnet. Nach einem verlustreichen Einsatz am 17. Mai 1943 bei einem Angriff auf Ijmuiden waren von elf B-26 zehn Maschinen von deutscher Flak abgeschossen worden (die verbliebene Maschine hatte den Angriff wegen technischer Probleme abgebrochen). Deshalb wurde die Taktik geändert, und B-26 wurden nur noch in mittleren Höhen eingesetzt.
In der Endphase des Krieges war die Marauder wegen ihrer hohen Geschwindigkeit und schweren Bewaffnung ein gefürchtetes Mittel der taktischen Luftunterstützung. Ihre hohe Flächenbelastung blieb problematisch, aber mit zunehmender Kriegsdauer hatten die Piloten genug Erfahrung, um damit zurechtzukommen. Die Verluste an B-26 waren in der Summe die relativ geringsten aller amerikanischen Kampfflugzeuge.

## Produktion

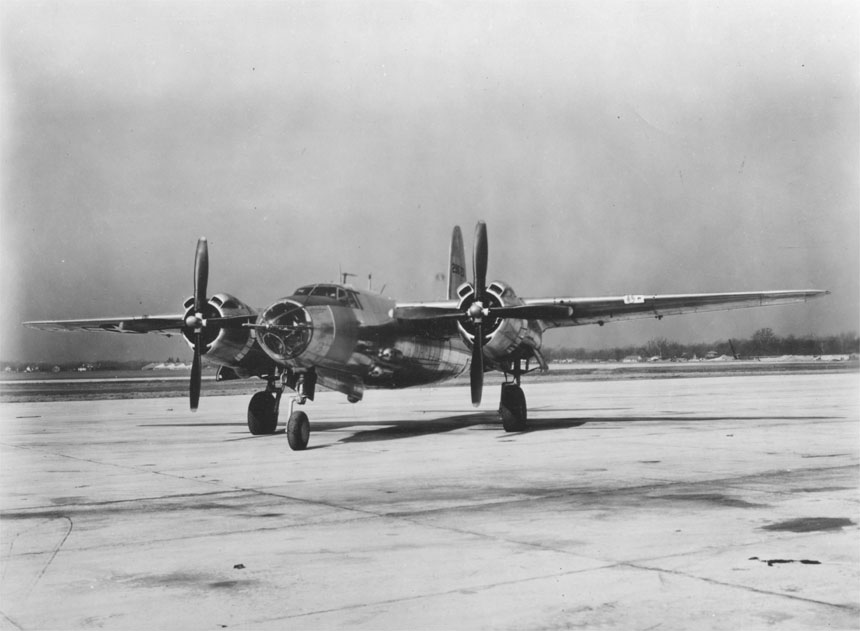
Martin B-26F Marauder

Abnahme der B-26 durch die USAAF:
| Hersteller        | Version | 1941 | 1942 | 1943 | 1944 | 1945 | SUMME |
| ----------------- | ------- | ---- | ---- | ---- | ---- | ---- | ----- |
| Martin, Baltimore | B-26    | 201  |      |      |      |      | 201   |
| Martin, Baltimore | B-26A   | 62   | 77   |      |      |      | 139   |
| Martin, Baltimore | B-26B   |      | 640  | 1149 | 193  |      | 1982  |
| Martin, Omaha     | B-26C   |      | 86   | 1215 | 284  |      | 1585  |
| Martin, Baltimore | B-26F   |      |      |      | 300  |      | 300   |
| Martin, Baltimore | B-26G   |      |      |      | 774  | 176  | 950   |
| Martin, Baltimore | AT-23   |      |      | 109  |      |      | 109   |
| SUMME             |         | 263  | 803  | 2473 | 1551 | 176  | 5266  |

## Technische Daten

Dreiseitenansicht

| Kenngrößen            | Daten der B-26G                                                                            |
| --------------------- | ------------------------------------------------------------------------------------------ |
| Besatzung             | 7                                                                                          |
| Länge                 | 17,22 m                                                                                    |
| Spannweite            | 21,65 m                                                                                    |
| Höhe                  | 6,20 m                                                                                     |
| Flügelfläche          |                                                                                            |
| Flügelstreckung       |                                                                                            |
| Leermasse             | 11.500 kg                                                                                  |
| Startmasse            | 17.300 kg                                                                                  |
| Höchstgeschwindigkeit | 455 km/h in 1530 m Höhe 441 km/h in 4572 m Höhe                                            |
| Dienstgipfelhöhe      | 6040 m                                                                                     |
| Reichweite            | 1760 km                                                                                    |
| Triebwerke            | zwei Pratt & Whitney R-2800-43-Double-Wasp- Doppelsternmotoren, je 1.920 PS (ca. 1.410 kW) |
| Bewaffnung            | elf 12,7-mm-Browning-MGs, 1815 kg (4000 lb) Bombenlast                                     |

## Erhaltene Flugzeuge (Auswahl)
- B-26G (Seriennummer 43-34581), National Museum of the United States Air Force bei Dayton (Ohio)[1]
- B-26G (Seriennummer 44-68219), Musée du Débarquement Utah Beach bei Sainte-Marie-du-Mont, Manche, Frankreich[5]